# Bronisław Malinowski (atlet)
Bronisław Malinowski (4. června 1951, Nowe, Kujavsko-pomořské vojvodství – 27. září 1981, Grudziądz) byl polský atlet, olympijský vítěz a dvojnásobný mistr Evropy v běhu na 3000 metrů překážek.
V roce 1970 se stal v Paříži juniorským mistrem Evropy v běhu na 2000 metrů překážek (5:44,0).
V letech 1972–1973 byl spoludržitelem evropského rekordu na 3000 metrů překážek.
V roce 1975 zvítězil v běhu na 3000 m překážek i na světové univerziádě v Římě (8:22,32).
Dokázal se sportovně uplatnit i mimo atletickou dráhu – v roce 1979 vybojoval stříbrnou medaili na mistrovství světa v přespolním běhu (polský tým, jehož byl členem, na stejném šampionátu obsadil 7. místo). Na mistrovství světa v krosu startoval ještě v roce 1981, ale tam závod nedokončil.
Jeho nejlepší výkony v běhu na 5 000 metrů a 3000 metrů překážek jsou dodnes (2015) polskými rekordy.
Zemřel při automobilové nehodě ve věku 30 let.

## Osobní rekordy
- 1000 m 2:22,2 (Varšava 1.6.1979)
- 1500 m 3:37,42 (Varšava 13.8.1978)
- 1 míle 3:55,40 (Stockholm 9.8.1976)
- 2000 m 5:02,6 (Varšava 30.6.1976)
- 3000 m 7:42,4 (Oslo 4.7.1974)
- 5000 m 13:17,69 (Stockholm 5.7.1976)
- 10 000 m 28:25,19 (Augsburg 13.7.1974)
- 3000 m překážek 8:09,11 (Montreal 28.7.1976)

## Národní rekordy Bronisława Malinowského v běhu na 3000 metrů překážek
8:28,2 Helsinky 12.9.1971
8:22,2 Varšava 10.8.1972 --- vyrovnaný evropský rekord
8:21,6 Varšava 23.9.1973
8:21,2 Varšava 22.6.1974
8:20,4 Helsinky 26.6.1974
8:19,2 Varšava 20.7.1974
8:15,04 Řím 7.9.1974
8:13,8 Helsinky 26.6.1975
8:12,6 Stockholm 1.7.1975
8:09,11 Montreal 28.7.1976

## 10 nejlepších výkonů Bronisława Malinowského
8:09,11 (2) Montreal 28.7.1976 (olympijské hry)
8:09,70 (1) Moskva 31.7.1980 (olympijské hry)
8:11,63 (1) Berlín 18.8.1978
8:12,23 (1) Stockholm 10.8.1976
8:12,62 (2) Stockholm 1.7.1975
8:13,4 (1) Kolín nad Rýnem 1.9.1974
8:13,66 (1) Helsinky 26.6.1975
8:15,04 (1) Řím 7.9.1974 (mistrovství Evropy)
8:15,08 (1) Praha 3.9.1978 (mistrovství Evropy)
8:15,37 (2) Stockholm 10.6.1975

## Bronisław Malinowski v atletických tabulkách své doby

### světové tabulky v běhu na 3000 m překážek v roce 1972
8:20,8 Anders Gärderud (Švédsko), 1946, 1, Helsinky 14.9.1972
8:21,0 Tapio Kantanen (Finsko), 1949, 2, Helsinky 14.9.1972
8:22,2 Bronislaw Malinowski (Polsko), 1951, 1, Varšava 10.8.1972
8:23,6 Kipchioge Keino (Keňa), 1940, 1, Mnichov 4.9.1972
8:23,6 Kazimierz Maranda (Polsko), 1947, 1, Varšava, 27.6.1972
8:23,8 Amos Biwott (Keňa), 1948, 1 v rozběhu, Mnichov 1.9.1972
8:23,8 Dušan Moravčík (Československo), 1948, 1, Praha 17.9.1972
8:24,6 Benjamin Jipcho (Keňa), 1943, 2, Mnichov 4.9.1972
8:25,4 Michail Želev (Bulharsko), 1943, 1, Oslo 3.7.1972
8:25,4 Pekka Päivärinta (Finsko), 1949, 2, Helsinky 26.7.1972

### dlouhodobé světové tabulky v běhu na 3000 m překážek k 31.12.1972
8:20,8 Anders Gärderud (Švédsko), 1946, 1, Helsinky 14.9.1972
8:21,0 Tapio Kantanen (Finsko), 1949, 2, Helsinky 14.9.1972
8:22,0 Kerry O'Brien (Austrálie), 1946, 1, Berlín 4.7.1970
8:22,2 Vladimir Dudin (SSSR), 1941, 1, Kyjev 19.8.1969
8:22,2 Bronislaw Malinowski (Polsko), 1951, 1, Varšava 10.8.1972
8:23,4 Alexandr Morozov (SSSR), 1939, 2, Kyjev 19.8.1969
8:23,6 Kipchoge Keino (Keňa), 1940, 1, Mnichov 4.9.1972
8:23,6 Kazimierz Maranda (Posko), 1, Waršava 27.6.1972
8:23.8 Amos Biwott (Keňa), 1948, 1 v rozběhu, Mnichov 1.9.1972
8:23,8 Dušan Moravčík (Československo), 1948, 1, Praha 17.9.1972

### světové tabulky v běhu na 3000 m překážek v roce 1976
8:08,02 Anders Gärderud (Švédsko), 1946, 1, Montreal 28.7.1976
8:09,11 Bronisław Malinowski (Polsko), 1951, 2, Montreal 28.7.1976
8:10,36 Frank Baumgartl (NDR), 1955, 3, Montreal 28.7.1976
8:12,60 Tapio Kantanen (Finsko), 1949, 4, Montreal 28.7.1976
8:15,32 Dan Glans (Švédsko), 1947, 3, Stockholm 10.8.1976
8:16,10 Gheorghe Cefan (Rumunsko), 1947, 2, Stockholm 8.6.1976
8:18,36 Michael Karst (SRN), 1957, 5, Stockholm 10.8.1976
8:18,95 Dennis Coates (Velká Británie), 1953, 1 v rozběhu, Montreal 25.7.1976
8:19,44 Gerd Frähmcke (SRN), 1950, 5, Stockholm 8.6.1976
8:21,00 Antonio Campos (Španělsko), 6, Stockholm 8.6.1976

### dlouhodobé světové tabulky v běhu na 3000 m překážek k 31.12.1976
8:08,02 Anders Gärderud (Švédsko), 1946, 1, Montreal 28.7.1976
8:09,11 Bronisław Malinowski (Polsko), 1951, 2, Montreal 28.7.1976
8:10,36 Frank Baumgartl (NDR), 1955, 3, Montreal 28.7.1976
8:12,60 Tapio Kantanen (Finsko), 1949, 4, Montreal 28.7.1976
8:13,91 Benjamin Jipcho (Keňa), 1943, 1, Helsinky 27.6.1973
8:15,32 Dan Glans (Švédsko), 1947, 3, Stockholm 10.8.1976
8:16,10 Gheorghe Cefan (Rumunsko), 1947, 2, Stockholm 8.6.1976
8:16,11 Michael Karst (SRN), 1957, 3, Stockholm 1.7.1975
8:18,85 Franco Fava (Itálie), 1952, Řím 7.9.1974
8:18,95 Dennis Coates (Velká Británie), 1953, 1 v rozběhu, Montreal 25.7.1976

### světové tabulky v běhu na 3000 m překážek v roce 1980
8:09,70 Bronisław Malinowski (Polsko), 1951, 1, Moskva 31.7.1980
8:12,0 Kiprotich Rono (Keňa), 1958, 1, Řím 5.8.1980
8:12,48 Filbert Bayi (Tanzanie), 1953, 1, Moskva 31.7.1980
8:12,5 Mariano Scartezzini (Itálie), 1954, 2, Řím 5.8.1980
8:13,57 Eshetu Tura (Etiopie), 1950, 3, Moskva 31.7.1980
8:15,38 Henry Marsh (USA), 1954, 1, Eugene 28.6.1980
8:15,74 Domingo Ramón (Španělsko), 1958, 4, Moskva 31.7.1980
8:17,93 Francisco Sánchez (Španělsko), 5, Moskva 31.7.1980
8:18,47 Giuseppe Gerbi (Itálie), 1955, 6, Moskva 31.7.1980
8:18,78 Bogusław Mamiński (Polsko), 1955, 3 v semifinále, Moskva 28.7.1980

### dlouhodobé světové tabulky v běhu na 3000 m překážek k 31.12.1980
8:05, 4 Henry Rono (Keňa), 1952, 1, Seattle 13.5.1978
8:08,02 Anders Gärderud (Švédsko), 1946, 1, Montreal 28.7.1976
8:09,11 Bronisław Malinowski (Polsko), 1951, 2, Montreal 28.7.1976
8:10,36 Frank Baumgartl (NDR), 1955, 3, Montreal 28.7.1976
8:12,0 Kiprotich Rono (Keňa), 1958, 1, Řím 5.8.1980
8:12,48 Filbert Bayi (Tanzanie), 1953, 1, Moskva 31.7.1980
8:12,60 Tapio Kantanen (Finsko), 1949, 4, Montreal 28.7.1976
8:13,57 Eshetu Tura (Etiopie), 1950, 3, Moskva 31.7.1980
8:13,91 Benjamin Jipcho (Keňa), 1943, 1, Helsinky 27.6.1973

## Bronisław Malinowski a Československo
Nejvýznamnějším startem Bronisława Malinowského na československém území byl bezpochyby jeho vítězný běh na 3000 metrů překážek na mistrovství Evropy v atletice v Praze v roce 1978. V Praze startoval ovšem už v rámci Spartakiády spřátelených armád (4.–6.9.1973), kde zvítězil na 3000 metrů překážek (8:26,6) a získal stříbrnou medaili v běhu na 5000 metrů (13:49,0). V roce 1975 reprezentoval Polsko na mezistátním utkání Československo-Polsko-USA (Praha-Strahov, 7.–8.7.1975), kde startoval netradičně v běhu na 1500 metrů (čtvrtý v čase 3:39,6).

## Další informace
- Most im. Bronisława Malinowskiego - most, kde atlet tragicky zahynul.